# 3:33 a.m.
„3:33 a.m.“ е български игрален филм от 2002 година, по сценарий и режисура на Ивайло Симидчиев. Оператор е Александър Крумов. Музиката във филма е композирана от Тимо Калеви Пуко, Ивайло Симидчиев.

## Състав
Роли във филма изпълняват актьорите:
- Мирослав Косев
- Ана Каракашева